# Demjan Korotczenko
Demjan Serhijowycz Korotczenko, ukr. Дем'ян Сергійович Коротченко (ur. 17 października?/29 października 1894 we wsi Pohribky w guberni czernihowskiej, zm. 7 kwietnia 1969 w Kijowie) – radziecki działacz komunistyczny, premier USRR.

## Życiorys
Do partii komunistycznej wstąpił w 1918. W latach 1919–1920 był komisarzem Armii Czerwonej. W latach 30. przewodniczył wielu rejonowym komitetom partii. Od 19 lutego 1938 do 28 lipca 1939 był przewodniczącym Rady Komisarzy Ludowych USRR.
W czasie II wojny światowej był organizatorem komunistycznego ruchu partyzanckiego na Ukrainie.
W latach 1947–1954 był przewodniczącym Rady Ministrów USRR.

## Odznaczenia
- Bohater Pracy Socjalistycznej
- Order Lenina (siedmiokrotnie)
- Order Suworowa I stopnia
- Order Wojny Ojczyźnianej I stopnia
- Medal Partyzantowi Wojny Ojczyźnianej
- Medal „Za zwycięstwo nad Niemcami w Wielkiej Wojnie Ojczyźnianej 1941–1945”

## Literatura, linki
- Biogram Demjan Korotczenko na portalu Gabinetu Ministrów Ukrainy